# Tostat
Tostat est une commune française située dans le nord du département des Hautes-Pyrénées, en région Occitanie.
Sur le plan historique et culturel, la commune est dans l’ancien comté de Bigorre, comté historique des Pyrénées françaises et de Gascogne. Exposée à un climat océanique altéré, elle est drainée par l'Adour, l'Aule et par un autre cours d'eau. La commune possède un patrimoine naturel remarquable : un site Natura 2000 (la « vallée de l'Adour ») et trois zones naturelles d'intérêt écologique, faunistique et floristique.
Tostat est une commune rurale qui compte 547 habitants en 2022, après avoir connu une forte hausse de la population depuis 1968. Elle fait partie de l'aire d'attraction de Tarbes..

## Géographie

### Localisation
La commune de Tostat se trouve dans le département des Hautes-Pyrénées, en région Occitanie.
Elle se situe à 11 km à vol d'oiseau de Tarbes, préfecture du département, et à 16 km de Maubourguet, bureau centralisateur du canton du Val d'Adour-Rustan-Madiranais dont dépend la commune depuis 2015 pour les élections départementales.
La commune fait en outre partie du bassin de vie de Vic-en-Bigorre.
Les communes les plus proches sont : 
Villenave-près-Marsac (1,2 km), Ugnouas (1,2 km), Marsac (1,3 km), Sarniguet (1,8 km), Escondeaux (2,4 km), Bazillac (2,7 km), Aurensan (3,0 km), Castéra-Lou (3,6 km).
Sur le plan historique et culturel, Tostat fait partie de l’ancien comté de Bigorre, comté historique des Pyrénées françaises et de Gascogne créé au IXe siècle puis rattaché au domaine royal en 1302, inclus ensuite au comté de Foix en 1425 puis une nouvelle fois rattaché au royaume de France en 1607. La commune est dans le pays de Tarbes et de la Haute Bigorre.

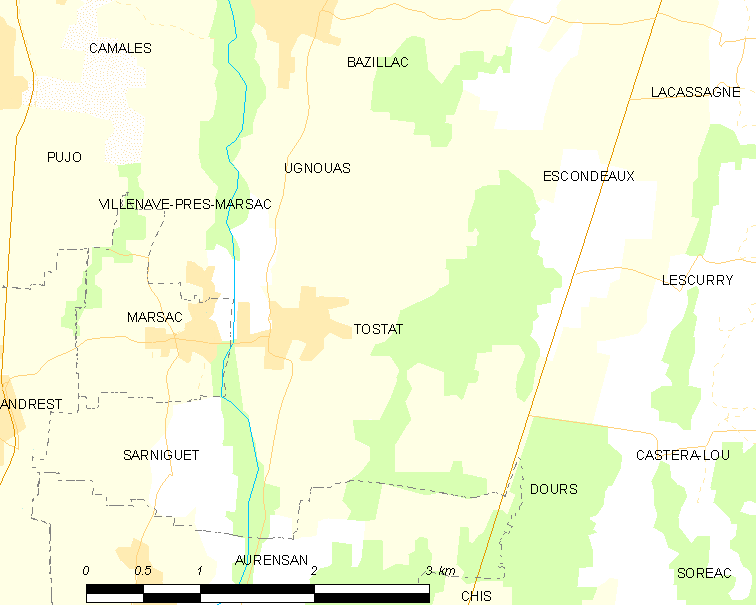
Carte de la commune de Tostat et des proches communes.

| Villenave-près-Marsac | Ugnouas  | Bazillac   |
| Marsac                | Tostat   | Escondeaux |
| Sarniguet             | Aurensan | Dours      |

### Hydrographie

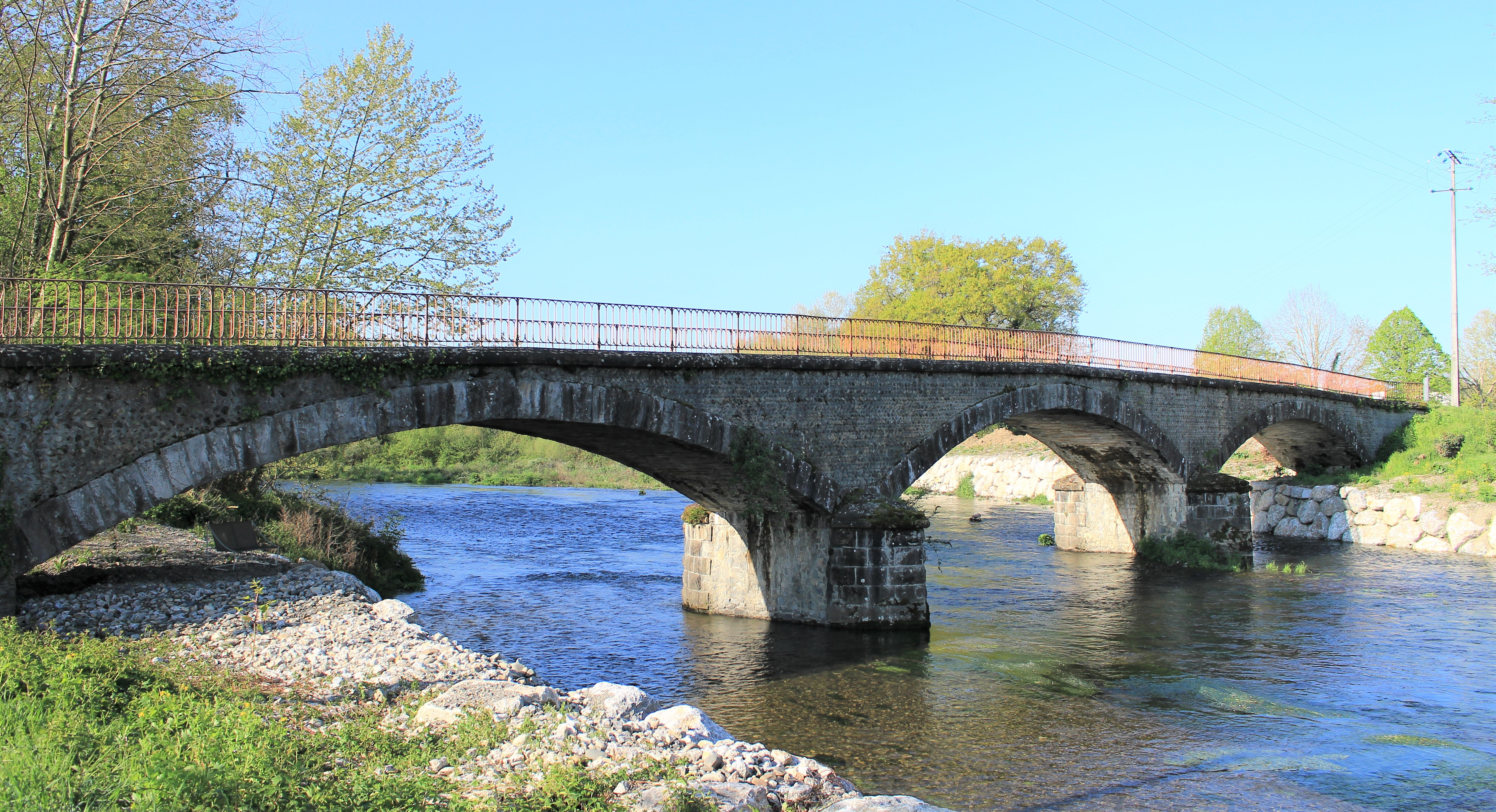
L’Adour traversant Tostat.

La commune est dans le bassin de l'Adour, au sein du bassin hydrographique Adour-Garonne. Elle est drainée par l'Adour, l'Aule, le ruisseau du Bois et par un petit cours d'eau, constituant un réseau hydrographique de 7 km de longueur totale,.
L'Adour, d'une longueur totale de 308,8 km, se forme dans la vallée de Campan en Haute-Bigorre de la réunion de trois torrents : l'Adour de Payolle, l'Adour de Gripp et l'Adour de Lesponne et s'écoule vers le nord. Il traverse la commune et se jette dans le golfe de Gascogne à Anglet, après avoir traversé 118 communes.
L'Aule, d'une longueur totale de 16,1 km, prend sa source dans la commune de Chis et s'écoule vers le nord. Il traverse la commune et se jette dans le canal d'Alaric à Barbachen, après avoir traversé 9 communes.

### Climat
Le climat est tempéré de type océanique, en raison de l'influence proche de l'océan Atlantique situé à peu près 150 km plus à l'ouest. La proximité des Pyrénées fait que la commune profite d'un effet de foehn, il peut aussi y neiger en hiver, même si cela reste inhabituel.
| Mois                              | jan.  | fév.  | mars  | avril | mai   | juin  | jui.  | août  | sep.  | oct.  | nov.  | déc.  | année   |
| --------------------------------- | ----- | ----- | ----- | ----- | ----- | ----- | ----- | ----- | ----- | ----- | ----- | ----- | ------- |
| Température minimale moyenne (°C) | 0,6   | 1,3   | 2,7   | 5,2   | 8,3   | 11,6  | 14,1  | 13,9  | 11,7  | 8     | 3,6   | 1,3   | 6,9     |
| Température moyenne (°C)          | 5,3   | 6,1   | 7,8   | 10    | 13,3  | 16,7  | 19,3  | 19    | 17,2  | 13,3  | 8,5   | 5,8   | 11,9    |
| Température maximale moyenne (°C) | 9,9   | 11    | 12,9  | 14,8  | 18,3  | 21,7  | 24,5  | 24    | 22,6  | 18,6  | 13,4  | 10,4  | 16,8    |
| Ensoleillement (h)                | 108,8 | 118,8 | 155,6 | 157,2 | 181,3 | 191,5 | 215,5 | 196,4 | 194,5 | 164,4 | 124,4 | 104,4 | 1 912,8 |
| Précipitations (mm)               | 112,8 | 97,5  | 100,2 | 105,7 | 113,6 | 80,7  | 57,3  | 70,3  | 71    | 85,2  | 93    | 112,1 | 1 099,4 |

### Milieux naturels et biodiversité

#### Réseau Natura 2000

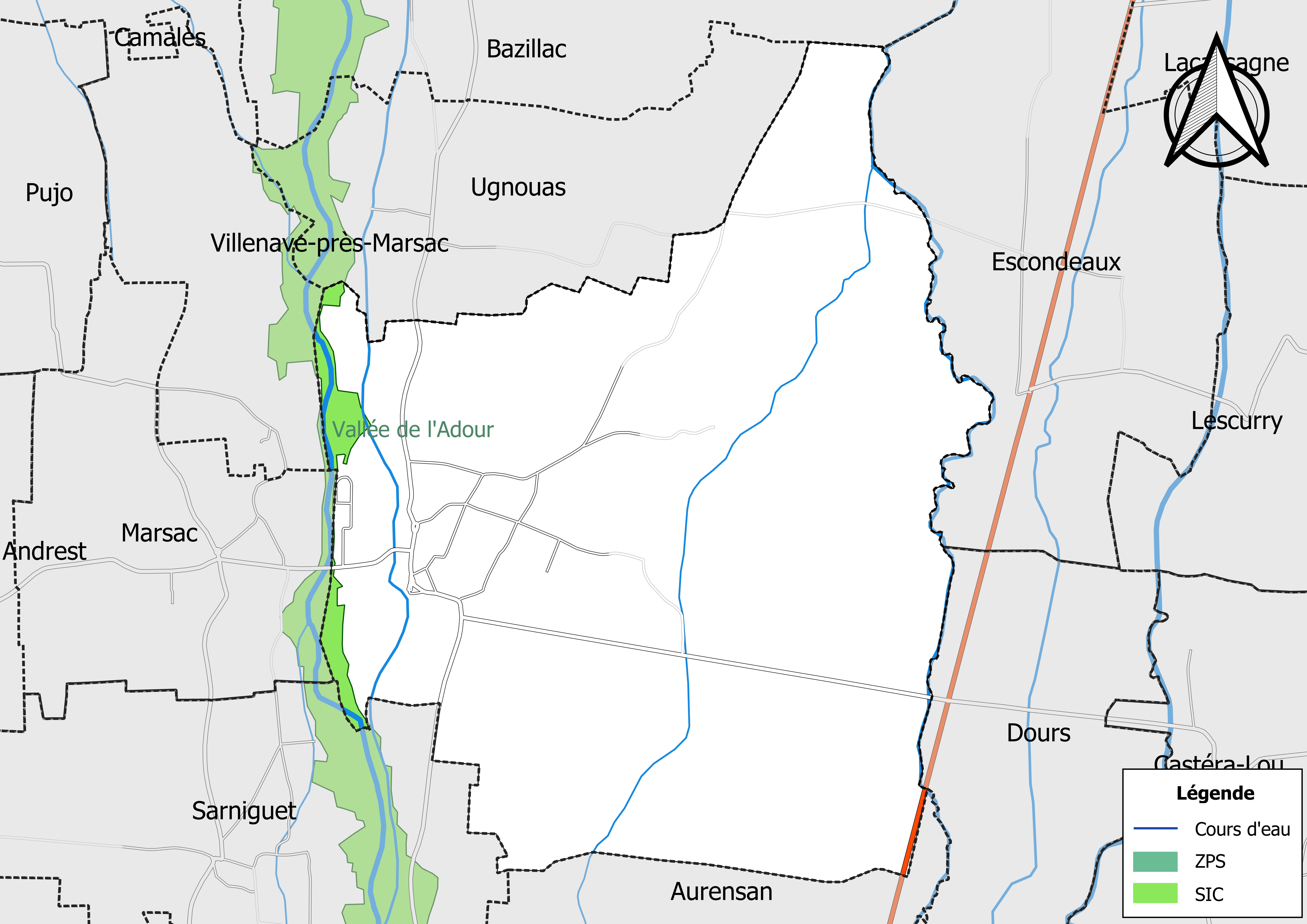
Site Natura 2000 sur le territoire communal.

Le réseau Natura 2000 est un réseau écologique européen de sites naturels d'intérêt écologique élaboré à partir des directives habitats et oiseaux, constitué de zones spéciales de conservation (ZSC) et de zones de protection spéciale (ZPS).
Un site Natura 2000 a été défini sur la commune au titre de la directive habitats : la « vallée de l'Adour », d'une superficie de 2 694 ha, un espace où les habitats terrestres et aquatiques abritent une flore et une faune remarquable et diversifiée, avec la présence de la Loutre et de la Cistude d'Europe.

#### Zones naturelles d'intérêt écologique, faunistique et floristique
L’inventaire des zones naturelles d'intérêt écologique, faunistique et floristique (ZNIEFF) a pour objectif de réaliser une couverture des zones les plus intéressantes sur le plan écologique, essentiellement dans la perspective d’améliorer la connaissance du patrimoine naturel national et de fournir aux différents décideurs un outil d’aide à la prise en compte de l’environnement dans l’aménagement du territoire.
Une ZNIEFF de type 1 est recensée sur la commune :
« l'Adour, de Bagnères à Barcelonne-du-Gers » (2 786 ha), couvrant 59 communes dont 18 dans le Gers, une dans les Landes et 40 dans les Hautes-Pyrénées et deux ZNIEFF de type 2, : 
- l'« Adour et milieux annexes » (3 634 ha), couvrant 60 communes dont 18 dans le Gers, une dans les Landes et 41 dans les Hautes-Pyrénées[16] ;
- les « boisements de la plaine de l'Adour de Chis à Bazillac » (333 ha), couvrant 8 communes du département[17].

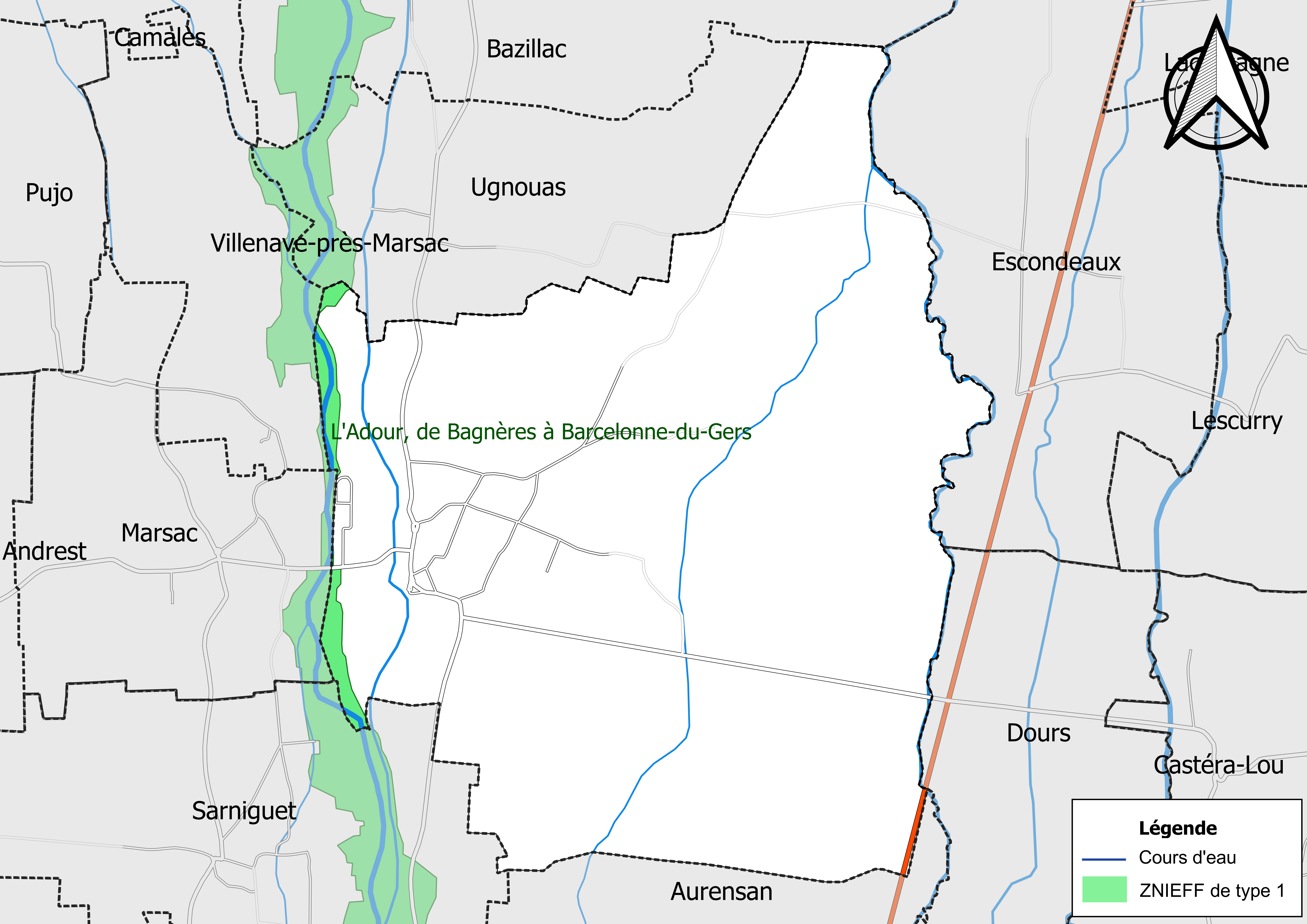
Carte de la ZNIEFF de type 1 sur la commune.
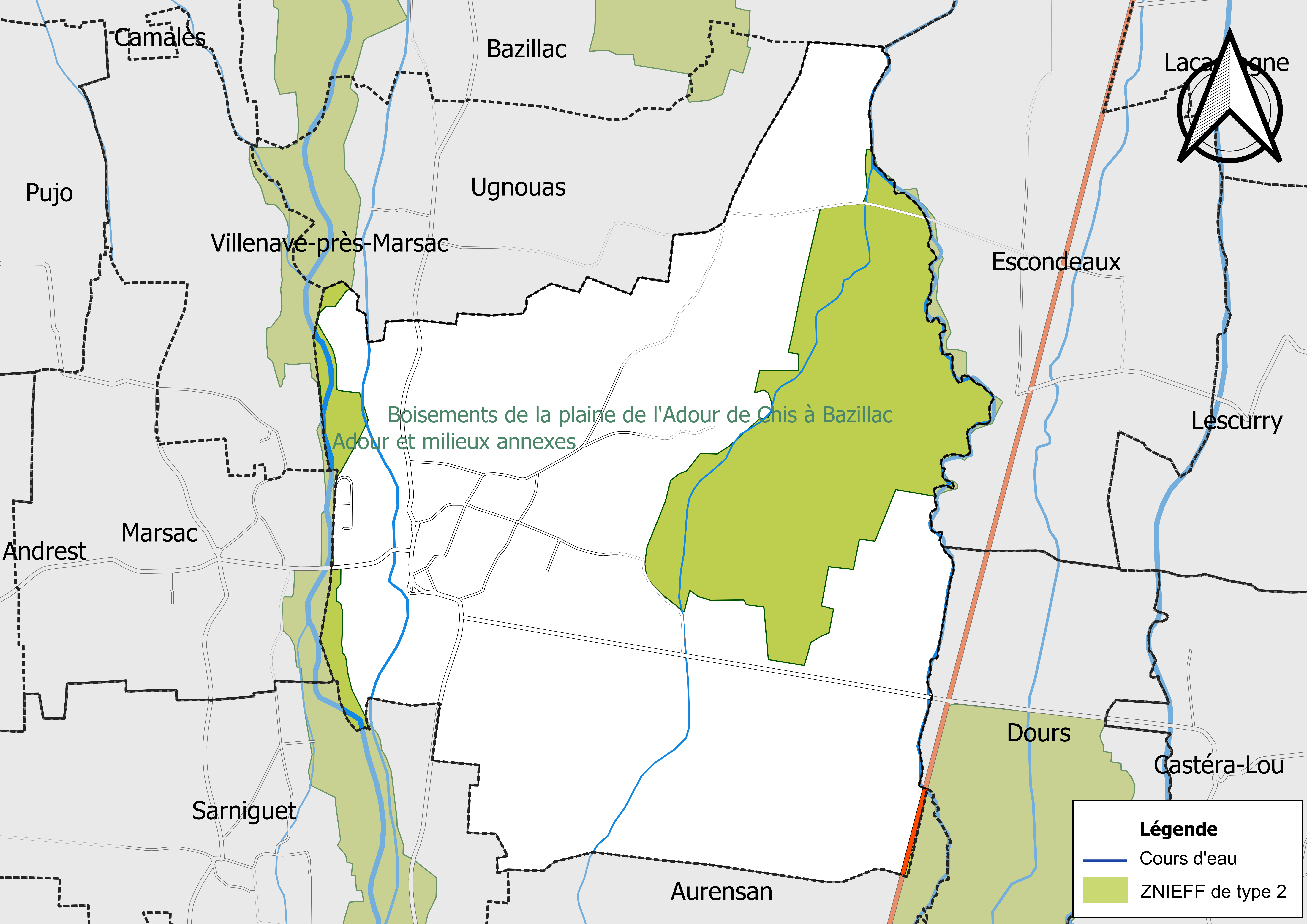
Carte des ZNIEFF de type 2 sur la commune.

## Urbanisme

### Typologie
Au 1er janvier 2024, Tostat est catégorisée commune rurale à habitat dispersé, selon la nouvelle grille communale de densité à sept niveaux définie par l'Insee en 2022.
Elle est située hors unité urbaine. Par ailleurs la commune fait partie de l'aire d'attraction de Tarbes, dont elle est une commune de la couronne,. Cette aire, qui regroupe 153 communes, est catégorisée dans les aires de 50 000 à moins de 200 000 habitants,.

### Occupation des sols
L'occupation des sols de la commune, telle qu'elle ressort de la base de données européenne d’occupation biophysique des sols Corine Land Cover (CLC), est marquée par l'importance des territoires agricoles (61,4 % en 2018), en diminution par rapport à 1990 (63,7 %). La répartition détaillée en 2018 est la suivante : 
terres arables (56,9 %), forêts (30,5 %), zones urbanisées (8,1 %), prairies (4 %), zones agricoles hétérogènes (0,5 %).
L'IGN met par ailleurs à disposition un outil en ligne permettant de comparer l’évolution dans le temps de l’occupation des sols de la commune (ou de territoires à des échelles différentes). Plusieurs époques sont accessibles sous forme de cartes ou photos aériennes : la carte de Cassini (XVIIIe siècle), la carte d'état-major (1820-1866) et la période actuelle (1950 à aujourd'hui).

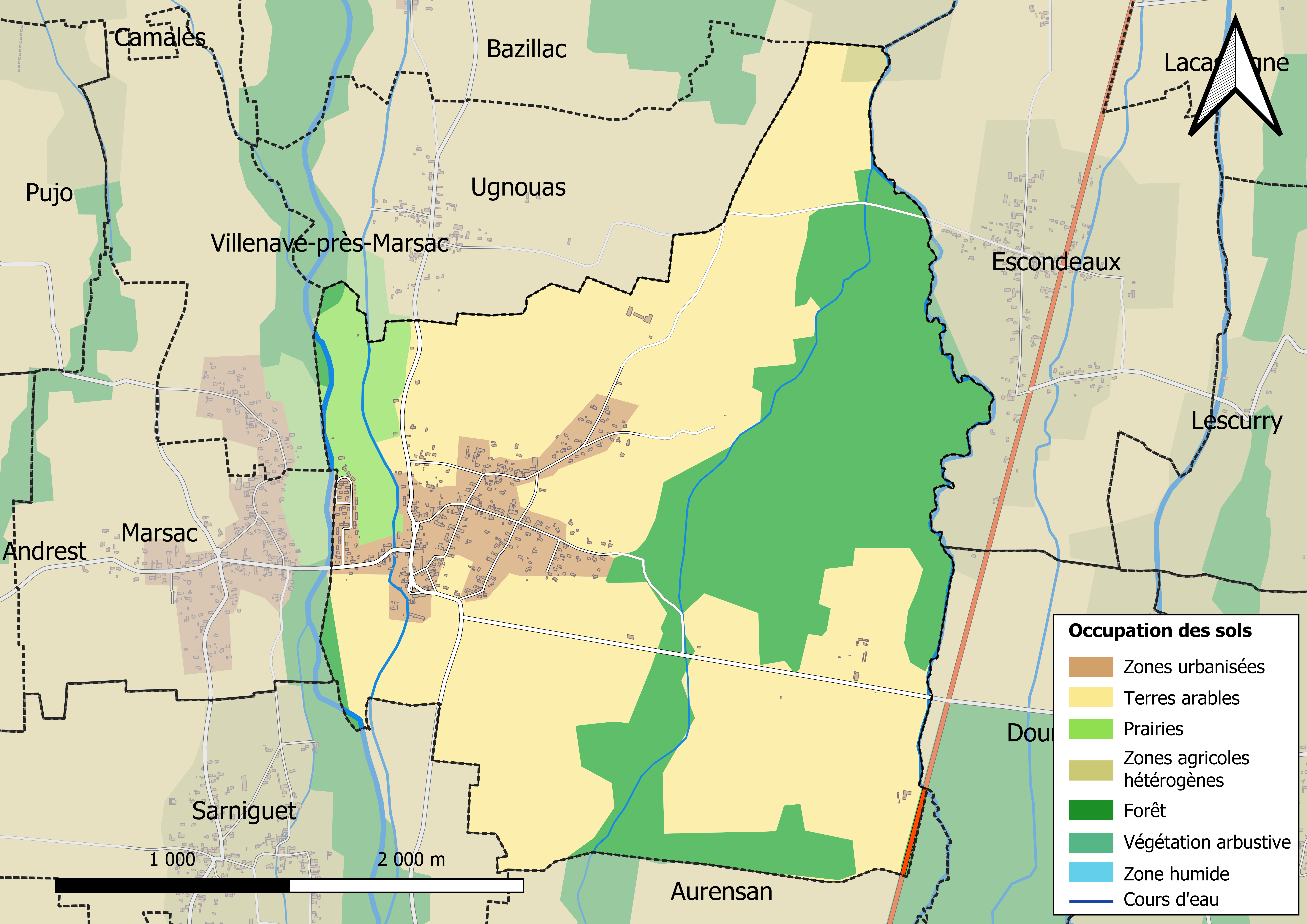
Carte des infrastructures et de l'occupation des sols en 2018 (CLC) de la commune.
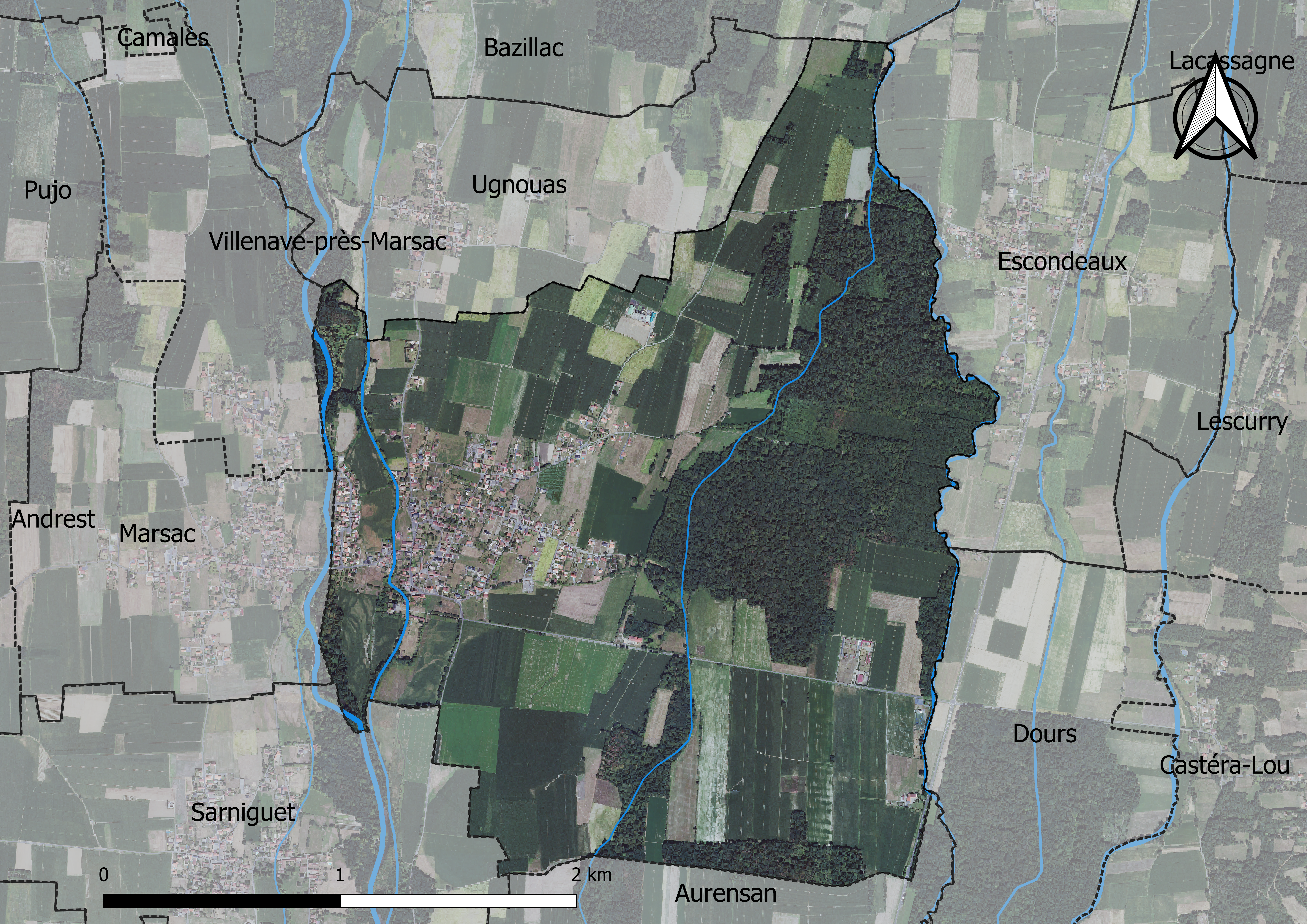
Carte orthophotogrammétrique de la commune.

### Logement
En 2012, le nombre total de logements dans la commune est de 207.

Parmi ces logements, 96,0 % sont des résidences principales, 1,0 % des résidences secondaires et 3,0 % des logements vacants.

### Voies de communication et transports
Cette commune est desservie par les routes départementales D 8 D 27. Route Départementale 27 A, et   par la Route Nationale N 21

### Risques majeurs
Le territoire de la commune de Tostat est vulnérable à différents aléas naturels : météorologiques (tempête, orage, neige, grand froid, canicule ou sécheresse), inondations, mouvements de terrains et séisme (sismicité modérée). Un site publié par le BRGM permet d'évaluer simplement et rapidement les risques d'un bien localisé soit par son adresse soit par le numéro de sa parcelle.
Certaines parties du territoire communal sont susceptibles d’être affectées par le risque d’inondation par débordement de cours d'eau, notamment l'Adour et l'Aule. La cartographie des zones inondables en ex-Midi-Pyrénées réalisée dans le cadre du XIe Contrat de plan État-région, visant à informer les citoyens et les décideurs sur le risque d’inondation, est accessible sur le site de la DREAL Occitanie. La commune a été reconnue en état de catastrophe naturelle au titre des dommages causés par les inondations et coulées de boue survenues en 1982, 1999 et 2009,.
Tostat est exposée au risque de feu de forêt. Un plan départemental de protection des forêts contre les incendies a été approuvé par arrêté préfectoral le 21 avril 2020 pour la période 2020-2029. Le précédent couvrait la période 2007-2017. L’emploi du feu est régi par deux types de réglementations. D’abord le code forestier et l’arrêté préfectoral du 27 octobre 2014, qui réglementent l’emploi du feu à moins de 200 m des espaces naturels combustibles sur l’ensemble du département. Ensuite celle établie dans le cadre de la lutte contre la pollution de l’air, qui interdit le brûlage des déchets verts des particuliers. L’écobuage est quant à lui réglementé dans le cadre de commissions locales d’écobuage (CLE)

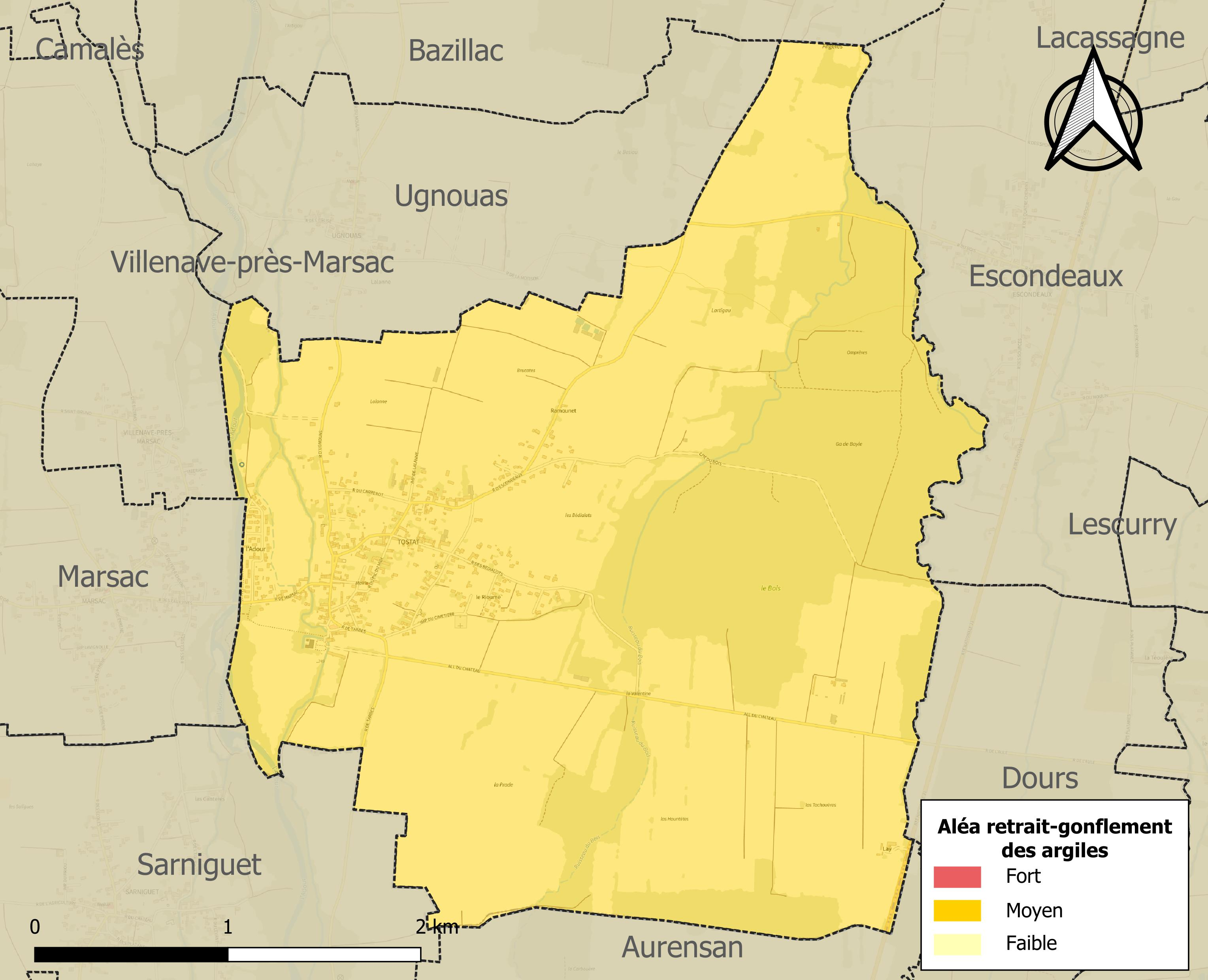
Carte des zones d'aléa retrait-gonflement des sols argileux de Tostat.

Les mouvements de terrains susceptibles de se produire sur la commune sont des tassements différentiels.
Le retrait-gonflement des sols argileux est susceptible d'engendrer des dommages importants aux bâtiments en cas d’alternance de périodes de sécheresse et de pluie. La totalité de la commune est en aléa moyen ou fort (44,5 % au niveau départemental et 48,5 % au niveau national). Sur les 239 bâtiments dénombrés sur la commune en 2019, 239 sont en aléa moyen ou fort, soit 100 %, à comparer aux 75 % au niveau départemental et 54 % au niveau national. Une cartographie de l'exposition du territoire national au retrait gonflement des sols argileux est disponible sur le site du BRGM,.
Par ailleurs, afin de mieux appréhender le risque d’affaissement de terrain, l'inventaire national des cavités souterraines permet de localiser celles situées sur la commune.
Concernant les mouvements de terrains, la commune a été reconnue en état de catastrophe naturelle au titre des dommages causés par des mouvements de terrain en 1999.

## Toponymie

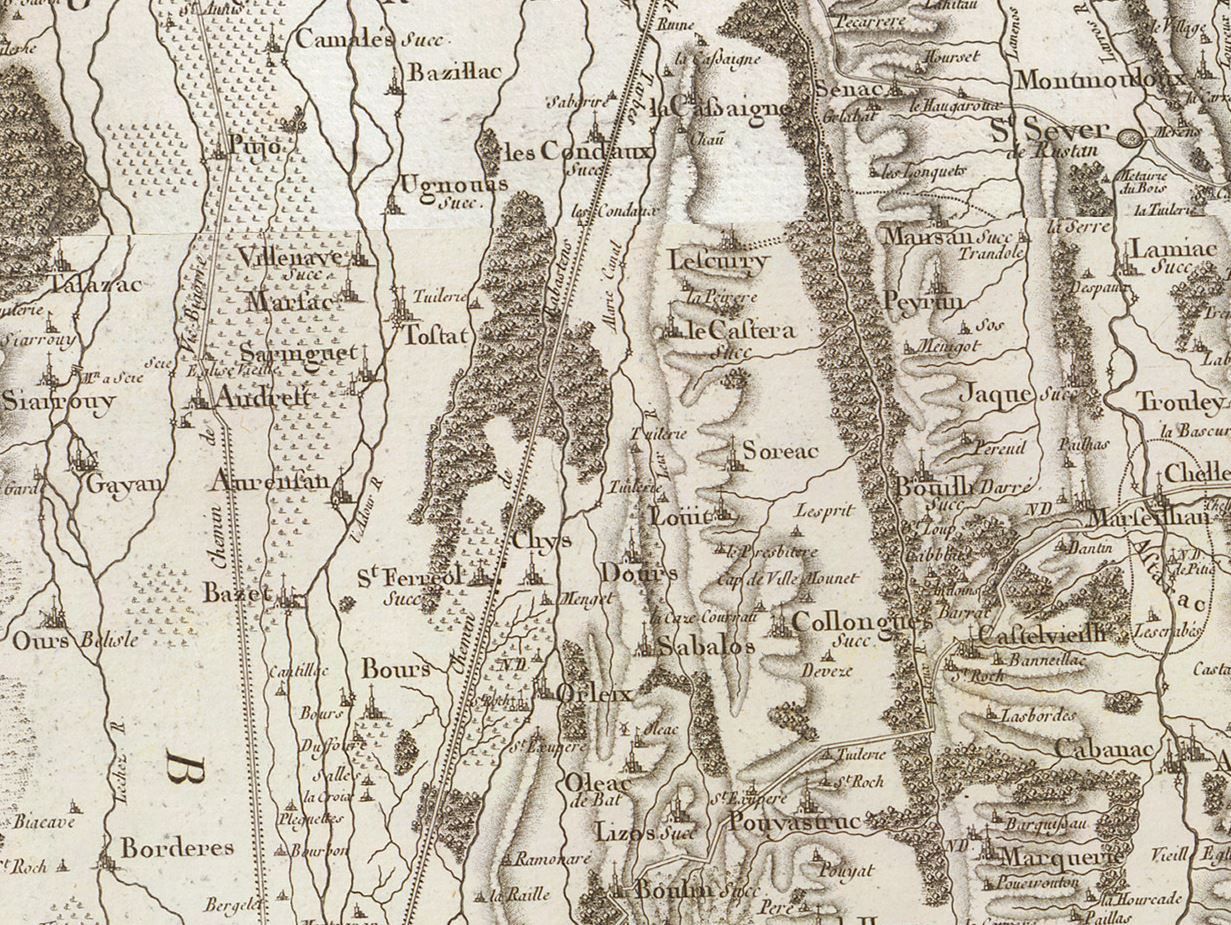
Extrait de la carte de Cassini (entre 1756 et 1789) situant Tostat au nord-ouest de Tarbes.

On trouvera les principales informations dans le Dictionnaire toponymique des communes des Hautes-Pyrénées de Michel Grosclaude et Jean-François Le Nail qui rapporte les dénominations historiques du village :
Dénominations historiques :
- Tostad (1285, montre Bigorre) ;
- De Tostato, latin (1313, Debita regi Navarre ; 1379, procuration Tarbes) ;
- Tostat (1429, censier de Bigorre) ;
- Toustat (1760, Larcher, pouillé de Tarbes ; 1768, Duco) ;
- Tostat (fin XVIIIe siècle, carte de Cassini).

Nom occitan : Tostat.

## Histoire

### Cadastre napoléonien de Tostat
Le plan cadastral napoléonien de Tostat est consultable sur le site des archives départementales des Hautes-Pyrénées.

## Politique et administration

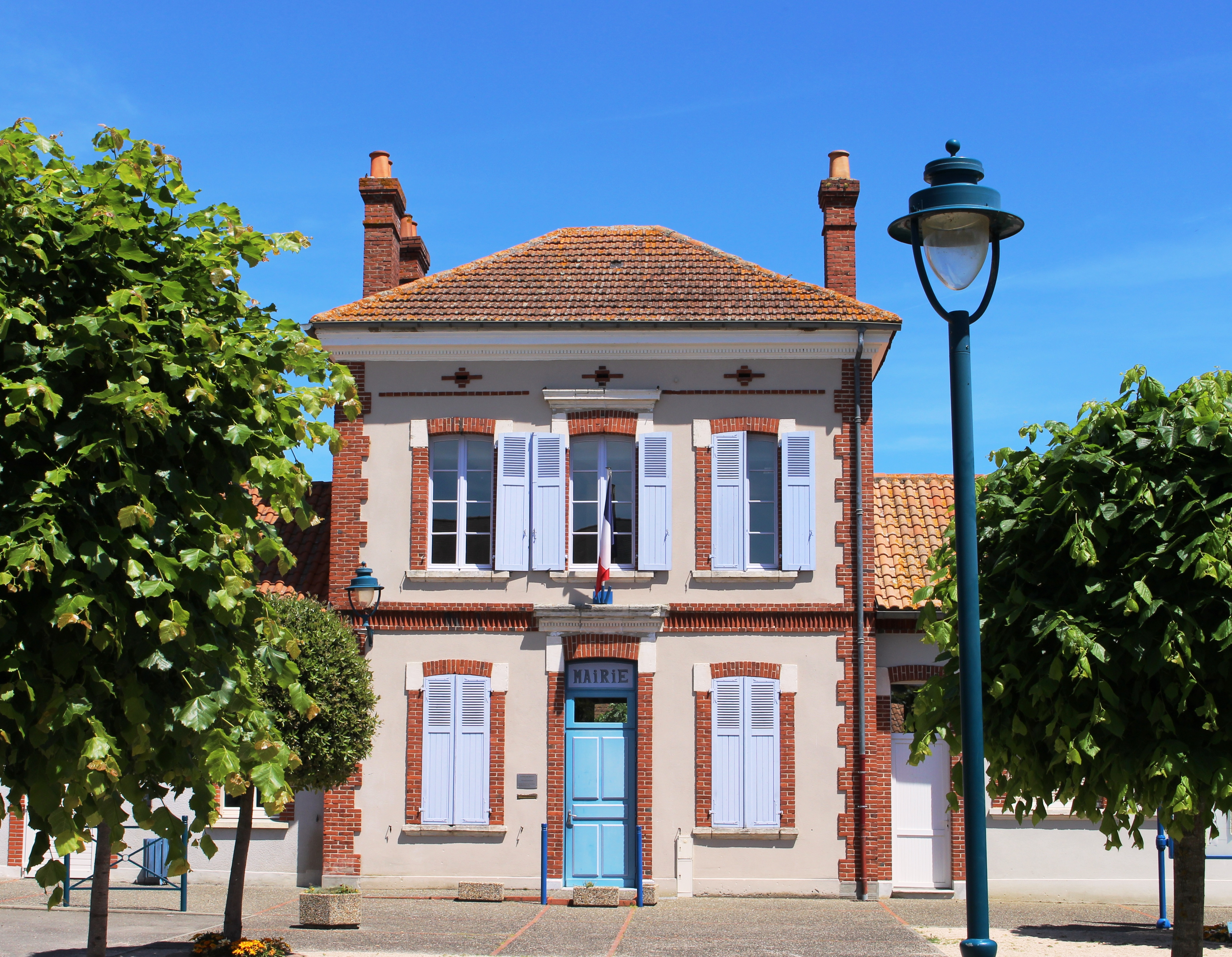
La mairie en 2017.

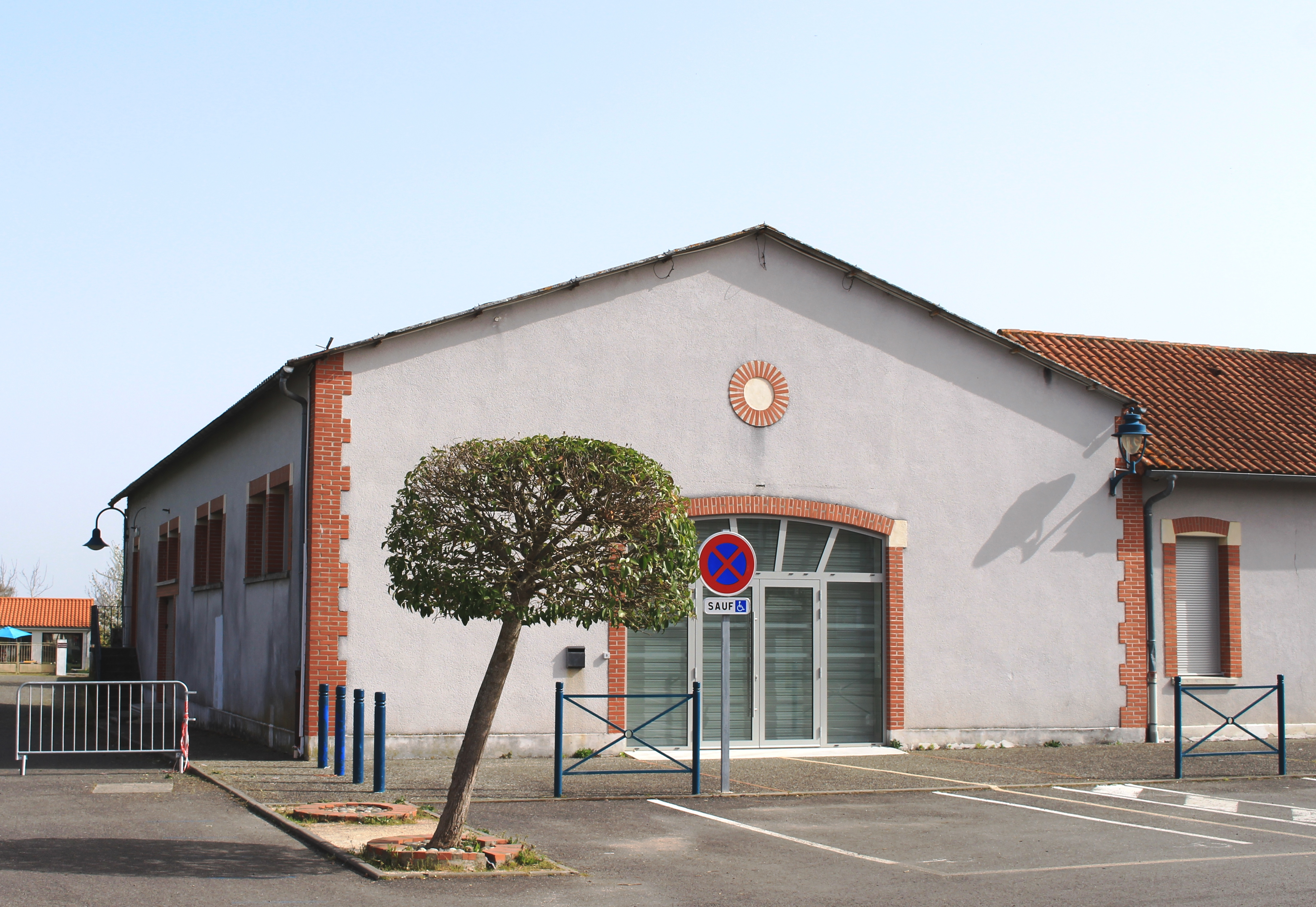
Le foyer rural en 2021.

### Liste des maires
| Période                                  | Période   | Identité       | Étiquette | Qualité |
| ---------------------------------------- | --------- | -------------- | --------- | ------- |
| Les données manquantes sont à compléter. |           |                |           |         |
|                                          |           |                |           |         |
| 1953                                     | mars 1977 | Faustin Evrard |           |         |
| mars 1977                                | 1986      | Claude Guinle  | PCF       |         |
| octobre 1986                             | mars 2020 | Bernard Lussan | PCF       |         |
| mars 2020                                | En cours  | Bruno Mora     |           |         |

### Rattachements administratifs et électoraux

#### Historique administratif
Pays et sénéchaussée de Bigorre, quarteron de  Vic, canton  de Vic-en-Bigorre puis de Rabastens (1790).

#### Intercommunalité
Tostat appartient à la communauté de communes Adour Madiran créée en janvier 2017 qui a la particularité de réunir 72 communes de Bigorre et Béarn.

## Population et société

### Démographie

#### Évolution démographique
| 1793 | 1800 | 1806 | 1821 | 1831 | 1836 | 1841 | 1846 | 1851 |
| ---- | ---- | ---- | ---- | ---- | ---- | ---- | ---- | ---- |
| 392  | 392  | 438  | 601  | 541  | 545  | 552  | 556  | 539  |

| 1856 | 1861 | 1866 | 1876 | 1881 | 1886 | 1891 | 1896 | 1901 |
| ---- | ---- | ---- | ---- | ---- | ---- | ---- | ---- | ---- |
| 570  | 548  | 507  | 511  | 502  | 434  | 409  | 393  | 368  |

| 1906 | 1911 | 1921 | 1926 | 1931 | 1936 | 1946 | 1954 | 1962 |
| ---- | ---- | ---- | ---- | ---- | ---- | ---- | ---- | ---- |
| 355  | 361  | 327  | 335  | 317  | 329  | 307  | 331  | 359  |

| 1968 | 1975 | 1982 | 1990 | 1999 | 2006 | 2011 | 2016 | 2021 |
| ---- | ---- | ---- | ---- | ---- | ---- | ---- | ---- | ---- |
| 338  | 376  | 511  | 499  | 424  | 428  | 464  | 526  | 548  |

| 2022 | - | - | - | - | - | - | - | - |
| ---- | - | - | - | - | - | - | - | - |
| 547  | - | - | - | - | - | - | - | - |

### Enseignement
La commune dépend de l'académie de Toulouse. Elle dispose d’une école en 2016.
- École primaire

### Sports
- Le sentier de l'Adour passe sur la commune.

## Économie

### Revenus
En 2018, la commune compte 210 ménages fiscaux, regroupant 509 personnes. La médiane du revenu disponible par unité de consommation est de 19 530 € (20 420 € dans le département).

### Emploi
|                | 2008   | 2013  | 2018   |
| -------------- | ------ | ----- | ------ |
| Commune        | 10,5 % | 9,4 % | 10,6 % |
| Département    | 7,7 %  | 9,4 % | 9,8 %  |
| France entière | 8,3 %  | 10 %  | 10 %   |

En 2018, la population âgée de 15 à 64 ans s'élève à 313 personnes, parmi lesquelles on compte 74,5 % d'actifs (63,9 % ayant un emploi et 10,6 % de chômeurs) et 25,5 % d'inactifs,. Depuis 2008, le taux de chômage communal (au sens du recensement) des 15-64 ans est supérieur à celui de la France et du département.
La commune fait partie de la couronne de l'aire d'attraction de Tarbes, du fait qu'au moins 15 % des actifs travaillent dans le pôle,. Elle compte 52 emplois en 2018, contre 54 en 2013 et 42 en 2008. Le nombre d'actifs ayant un emploi résidant dans la commune est de 201, soit un indicateur de concentration d'emploi de 25,8 % et un taux d'activité parmi les 15 ans ou plus de 54,6 %.
Sur ces 201 actifs de 15 ans ou plus ayant un emploi, 30 travaillent dans la commune, soit 15 % des habitants. Pour se rendre au travail, 93,3 % des habitants utilisent un véhicule personnel ou de fonction à quatre roues, 0,5 % les transports en commun, 3,1 % s'y rendent en deux-roues, à vélo ou à pied et 3,1 % n'ont pas besoin de transport (travail au domicile).

## Culture locale et patrimoine

### Lieux et monuments
- Église Saint-Martin de Tostat.

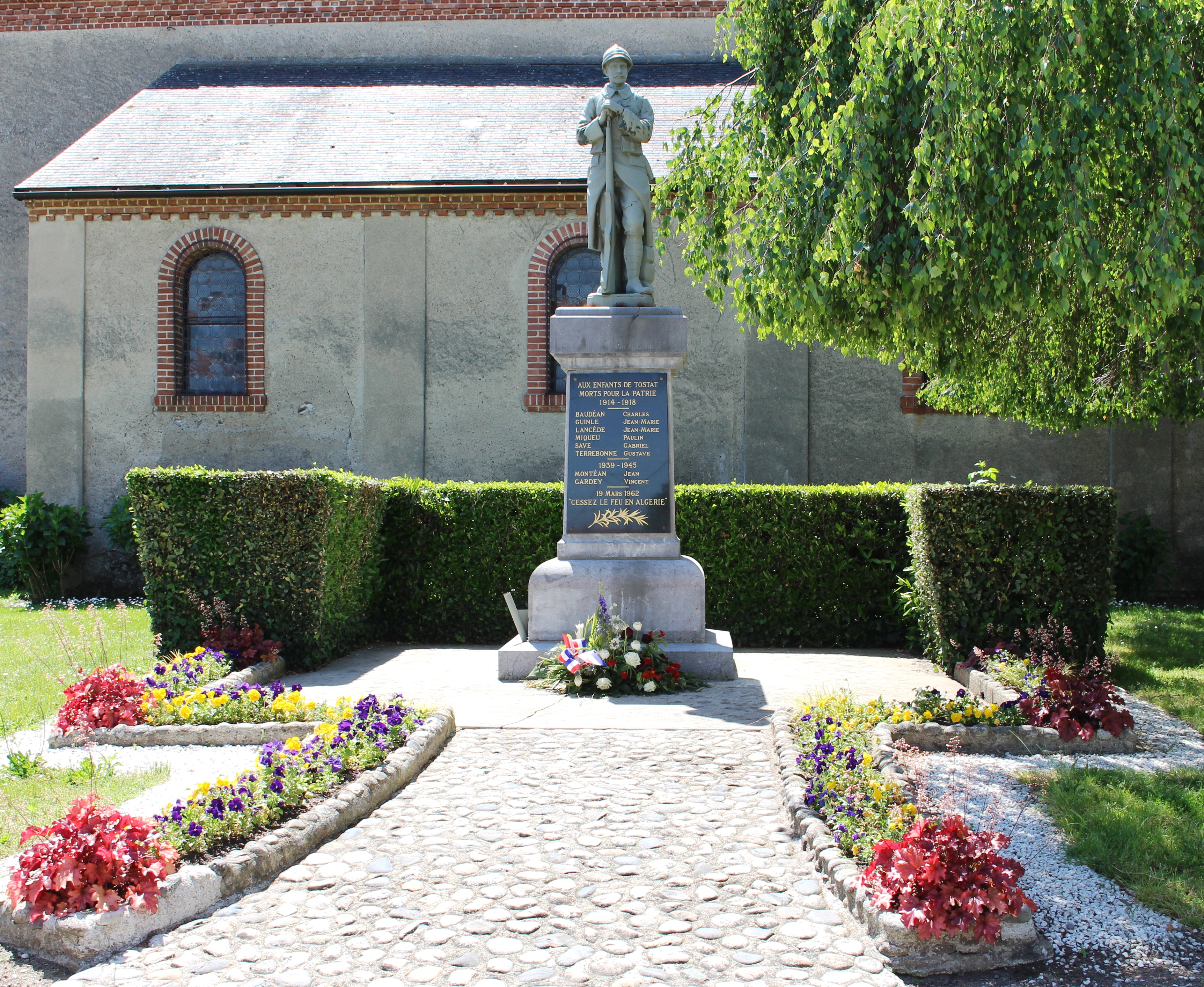
Le monument aux morts municipal.

- Le château : qui date du XVIIIe siècle, est inscrit au titre des monuments historiques depuis 1987[36].
- Chapelle.
- Le Monument aux morts municipal œuvre de Etienne Camus.

Sélection de vues diverses
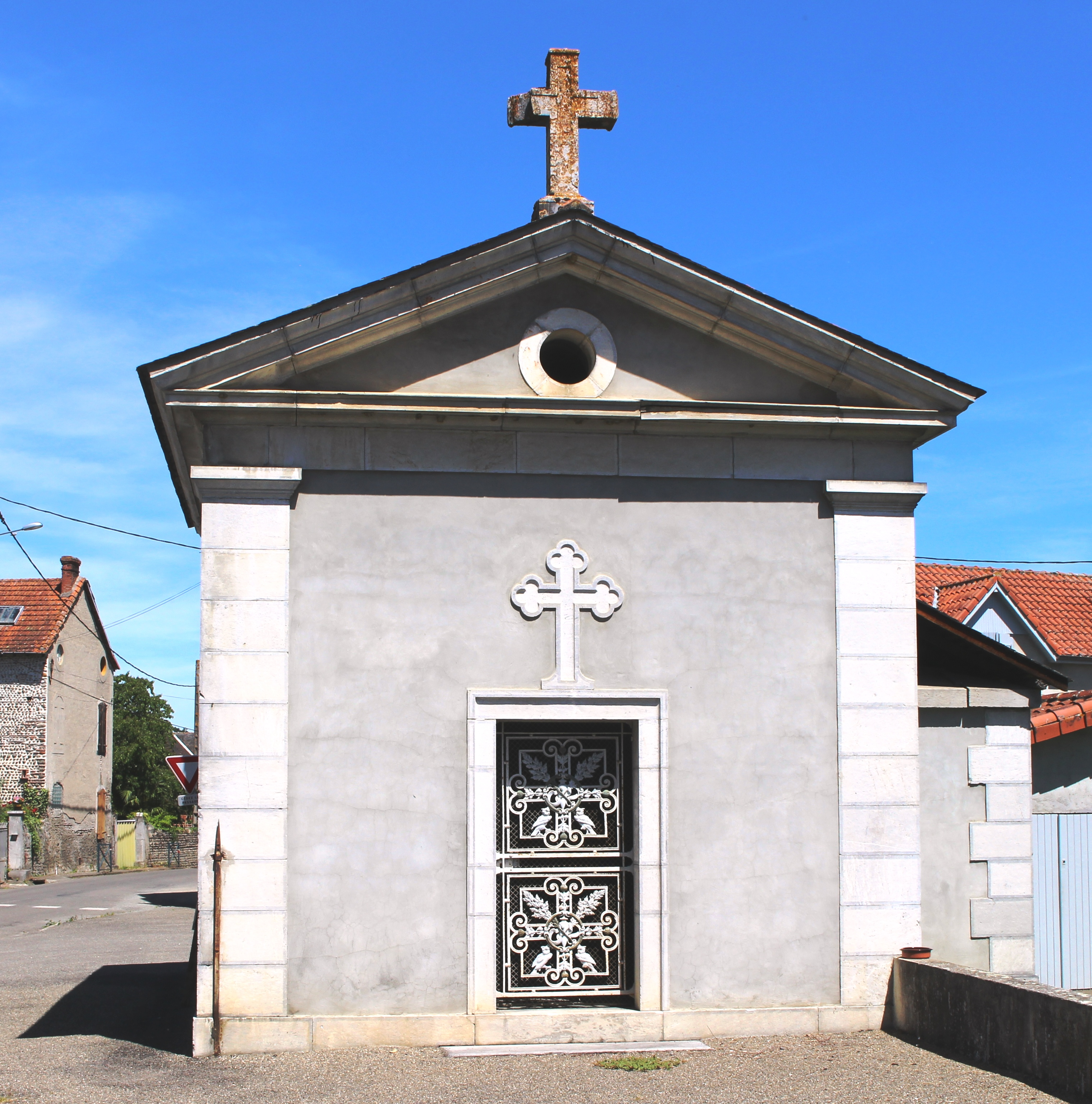
La chapelle.
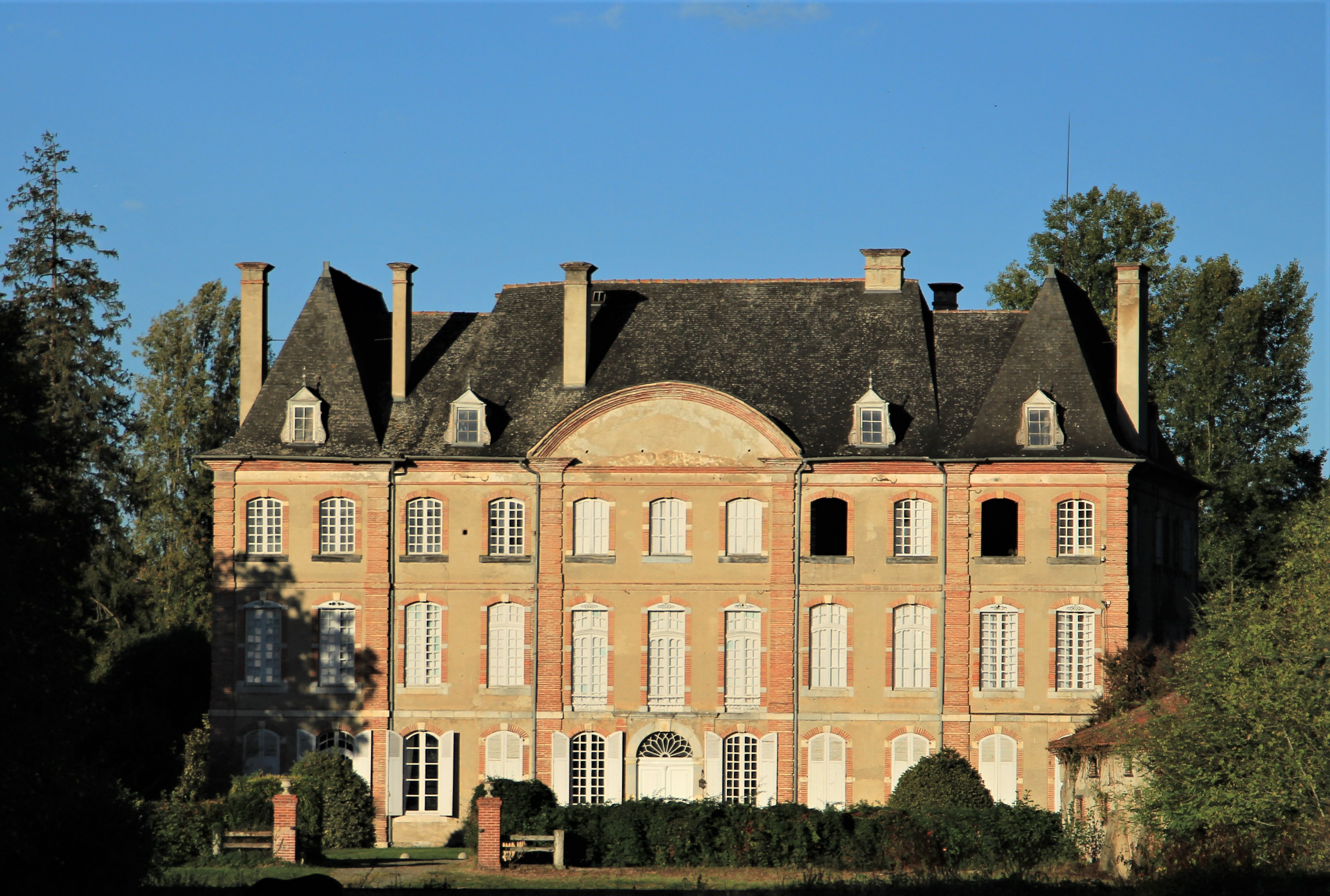
Le château.
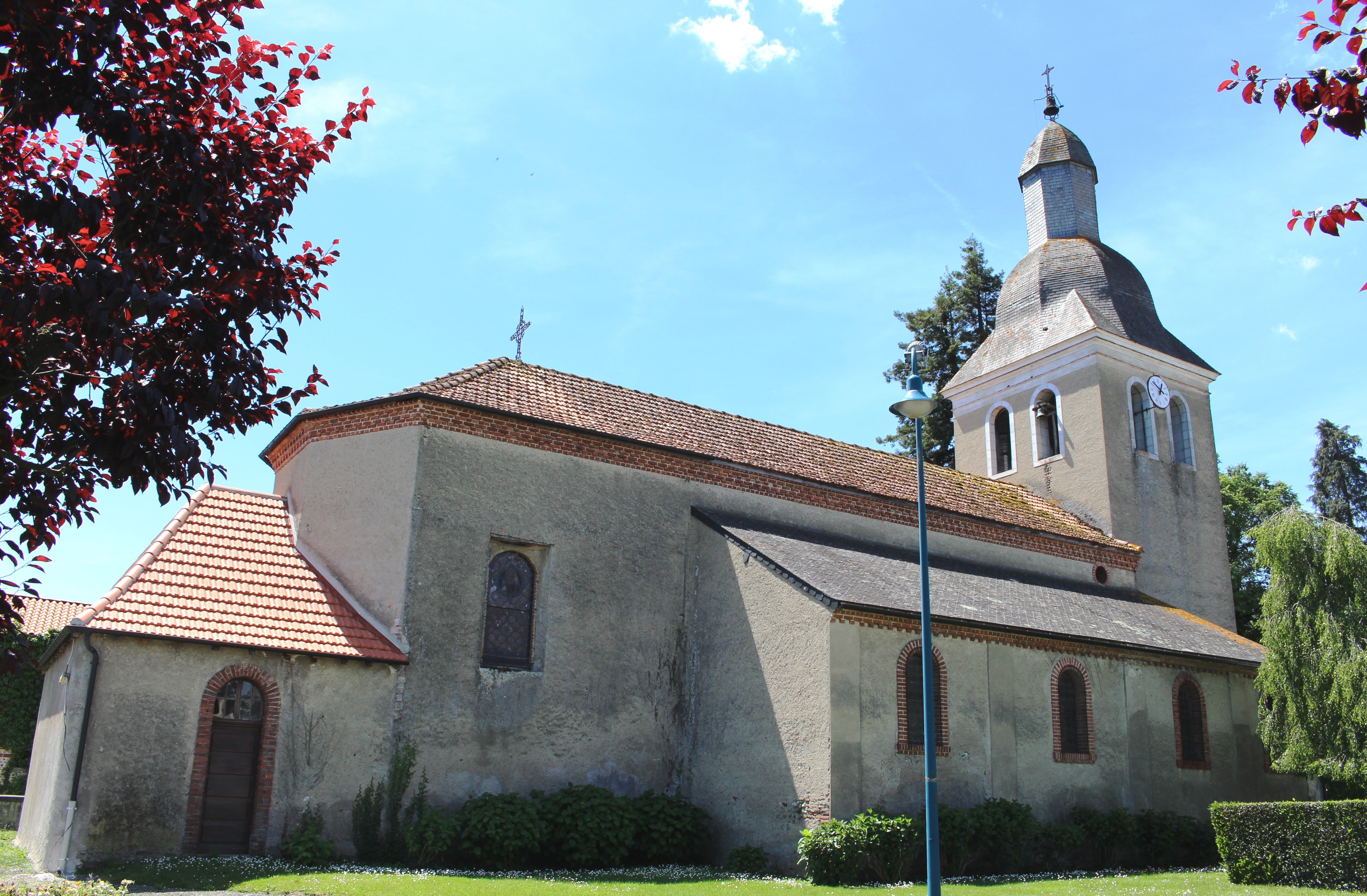
L'église Saint-Martin.
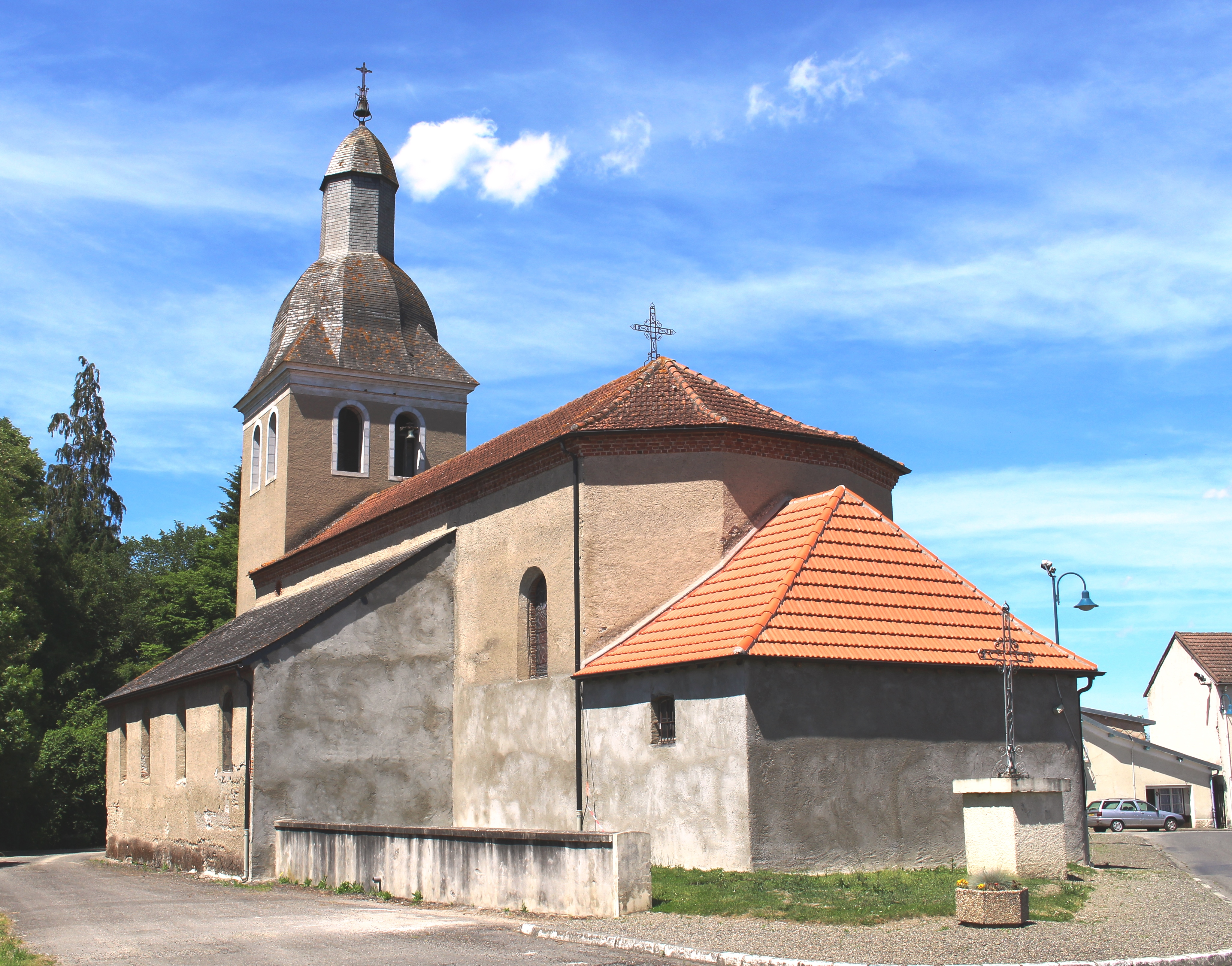
L'église Saint-Martin.

### Personnalités liées à la commune
- Jean-Michel Aguirre, international de rugby à XV, né à Tostat, le 2 novembre 1951.
- Alain Guinle, champion du monde masters 2008 50/54 ans de cyclo-cross.
- Francis Sénac, champion de France de rugby à XV avec Tarbes en 1973. Né le 10 août 1953 à Tostat. Deuxième ligne (1,93 m - 103 kg).
- Armand Save, né le 24 septembre 1931 à Tostat et mort le 24 août 2016. Joueur de rugby à XV et XIII. Finaliste du championnat de rugby à XV en 1951 avec Tarbes, finaliste de la Coupe du monde de rugby à XIII 1954, et champion de France de rugby à XIII 1954. Troisième ligne aile (1,80 m - 84 kg). Père d'Alain Save.
- Alain Save, né le 27 juin 1953 à Tostat. Joueur de rugby à XV. Vainqueur du championnat de rugby à XV en 1973 avec Tarbes. Demi de mêlée (1,70 m - 67 kg). Fils d'Armand Save.

### Héraldique
| Blason | Blasonnement : D'azur aux neuf billettes d'or ordonnées en croix, cinq posées en pal, deux à chaque flanc posées en fasce, le tout surmonté d'une étoile cousue de gueules. Commentaires : ce blason est officiel (vérifié auprès de la mairie). |